# Kyle Wieche
Robert Wieche, detto Kyle (Hartford, 30 luglio 1967), è un ex sciatore alpino statunitense.

## Biografia
Specialista delle prove tecniche, Wieche debuttò in campo internazionale in occasione dei Mondiali juniores di Jasná 1985; ai Mondiali di Vail 1989, sua unica presenza iridata, fu 9º nello slalom gigante e nello stesso anno ottenne l'unico piazzamento in Coppa del Mondo, classificandosi 7º nella medesima specialità ad Aspen il 19 febbraio. Ai XVI Giochi olimpici invernali di Albertville 1992, sua unica presenza olimpica, fu 23º nello slalom speciale del 22 febbraio, suo ultimo piazzamento agonistico.

## Palmarès

### Coppa del Mondo
- Miglior piazzamento in classifica generale: 55º nel 1989

### Campionati statunitensi
- 2 medaglie (dati parziali, dalla stagione 1988-1989):
  - 2 ori (slalom gigante[1] nel 1989; combinata[2] nel 1990)